# Харламов Ігор Юрійович
Гарік Харламов (рос. Гарик Харламов, ім'я при народженні Харламов Ігор (Андрій) Юрійович (рос. Харламов Игорь (Андрей) Юрьевич); нар. 28 лютого 1981, Москва, Російська РРФСР) — російський комедійний актор, шоумен, співак і телеведучий, найбільш відомий під псевдонімом Гарік «Бульдог» Харламов. Учасник команд КВК «Збірна Москви «МАМІ» і «Незолота молодь», резидент телепроєкту «Comedy Club», ведучий реаліті-шоу «Офіс», програми «Три мавпи», гумористичних проєктів «Бульдог-шоу» і «ХБ».

## Біографія
Народився 28 лютого 1981 року в Москві.
Часто датою народження вказується 29 лютого 1980 року, проте в одному з інтерв'ю сам Харламов назвав це помилкою. При народженні був названий Андрієм, але у віці три місяці йому змінили ім'я на Ігоря в пам'ять про померлого дідуся. Мати Наталія Ігорівна. Коли Ігор був підлітком, його батьки розійшлися. Батько Юрій Харламов виїхав до США і забрав сина з собою. У 14 років в Чикаго Ігор пройшов відбір в «Харендт» — школу і театр. У групі він був єдиним росіянином. Наставником Харламова був американський актор Біллі Зейн. В Штатах Гарік підробляв продажем мобільних телефонів і стояв за прилавком в «McDonald's».
Через п'ять років життя в Америці Харламов повернувся до Москви, після того, як його мати народила сестер-близнюків Катю та Аліну. Він з двоюрідним братом Іваном Овсянниковим ходив по вагонах метро, співав пісні під гітару і розповідав анекдоти на Арбаті.
Закінчив Московський державний університет управління за спеціальністю «Управління персоналом». Був фронтменом команд КВК «Збірна Москви «МАМІ» і «Незолота молодь» (Москва), які виступали у Вищій лізі КВК.
У 2004—2005 роках працював на телеканалі «Муз-ТВ», де вів передачі «Три мавпи» і «Натуральний обмін». Був ведучим реаліті-шоу «Офіс» на телеканалі «ТНТ». У 2005 році був членом акторської трупи гумористичного шоу «У суботу ввечері» на СТС. Надалі здобув популярність резидента комедійного шоу «Comedy Club» (ТНТ), де виступає в дуеті з Тимуром Каштаном Батрутдіновим в період з 23 квітня 2005 по вересень 2009 року; повернувся до програми з 297 випуску (21 жовтня 2011 року). Одночасно взяв участь у створенні художніх фільмів в жанрі комедії, таких як «Найкращий фільм», «Найкращий фільм 2» і «Найкращий фільм 3-ДЕ». Але касові збори за «Найкращий фільм», злетівши на першому тижні прокату, різко впали на другий, тим самим поставивши своєрідний рекорд падіння. Брав участь з Настею Каменських у програмі «Дві зірки» в 2008 році.
6 червня 2010 року о 20:45 на каналі НТВ відбулася прем'єра нового гумористичного проєкту «Бульдог-шоу». Програма була знята з ефіру вже в липні через низькі рейтинги та через зайнятість Харламова в знімання «Найкращого фільму 3-ДЕ». Планувалося, що програма переїде на канал ТНТ і повернеться в ефір у вересні 2011 року і буде називатися «Найкраще шоу», однак проєкт залишився нереалізованим.
3 грудня 2010 року знову виступав у КВК після двох років перерви (Відкритий Кубок КВК СНД, збірна Росії). До цього брав участь у спецпроєкті КВК у 2008 році в складі збірної Москви.
6 лютого 2012 року був офіційно зареєстрований як довірена особа кандидата в Президенти РФ і прем'єр-міністра Володимира Путіна.
Із 19 квітня 2013 року в етері телеканалу «ТНТ» виходить комедійне шоу «ХБ» за участю Гаріка Харламова і Тимура Батрутдінова (1 сезон, 19 випусків).
Уболівальник московського футбольного клубу ЦСКА. У 2016 році став лауреатом премії журналу «ОК!» в номінації «Головний герой — ТВ».
У ході президентських виборів в Росії 2018 року був довіреною особою президента РФ Володимира Путіна і членом ініціативної групи, яка висунула його кандидатуру.

## Особисте життя
- Перша дружина Юлія Харламова (Лещенко) (нар. 1 липня 1984, Волгодонськ)[19] — колишній менеджер одного з нічних клубів Москви (шлюб тривав з 4 вересня 2010 року по березень 2013, роз'їхалися з кінця 2012).[20].[21]
- Друга дружина — акторка Христина Асмус (нар. 14 квітня 1988, Корольов, СРСР) (з 2013 по 2020).[22][23][24]

- Третя дружина (з 6 червня 2024) —Катерина Ковальчук (нар. 1993)[25], російська актриса театру і кіно з якою зустрічався з 2021. Роман розпочався під час зйомок серіалу Гусар[26]. 6 травня 2024 року зробив їй пропозицію, знявши відеоролик зі щасливою обраницею з гарним кільцем на безіменному пальці. Пара скромно одружилася 6 червня 2024 року. 7 серпня відбулося пишне весілля у колі близьких друзів та рідних.

- Дочка Анастасія Ігорівна Харламова (нар. 5 січня 2014 року).[27]